# Fatih Ulusoy
Fatih Ulusoy  est un joueur turc de volley-ball né le 9 avril 1980. Il mesure 2,08 m et joue central.

## Clubs
| Club                  | Pays    | De        | À         |
| --------------------- | ------- | --------- | --------- |
| Ziraat Bankasi Ankara | Turquie | 2001-2004 | 2005-2006 |
| Belediyespor          | Turquie | 2006-2007 | 2007-2008 |
| Fenerbahçe SK         | Turquie | 2008-2008 | 2008-2009 |